# سيباستيان فنسنت
سيباستيان فنسنت (بالفرنسية: Sébastien Vincent)‏ هو لاعب كرة الريشة فرنسي، ولد في 4 أكتوبر 1982.

## وصلات خارجية
- سيباستيان فنسنت على موقع BWF.tournamentsoftware.com (الإنجليزية)
- سيباستيان فنسنت على موقع BWFbadminton.com (الإنجليزية)